# Мамонова
Мамо́нова (рос. Мамонова) — присілок у складі Каргапольського району Курганської області, Росія. Входить до складу Чашинської сільської ради.
Населення — 43 особи (2010, 64 у 2002).
Національний склад населення станом на 2002 рік: росіяни — 100 %.